# شیار زیرترقوه‌ای
شیار زیرترقوه‌ای یک شیار در بخش درونی استخوان ترقوه با سطح خشن گسترده است که بیش از ۲ سانتی‌متر درازا دارد و برای اتصال رباط دنده‌ای‌ترقوه‌ای اختصاص یافته است.. بقیه این سطح توسط یک شیار اشغال می‌شود که باعث اتصال به ماهیچه زیرترقوه می‌شود. نیام ترقوه‌ای‌سینه‌ای که برای محصورشدن عضله تقسیم می‌شود، به حاشیه شیار متصل است. به‌ندرت این شیار به صورت طولی توسط یک خط تقسیم می‌شود که به تیغه عضلانی زیرترقوه‌ای متصل می‌شود.